# Girouille
Pour les articles homonymes, voir Romain Girouille.
Taxons concernés
Dans la famille des Apiacées :
- Les genres :
  - Caucalis
  - Daucus
  - Orlaya
  - Pseudorlaya
  - Torilis
  - Turgeniamodifier

Le mot Girouille est un terme du vocabulaire courant qui désigne plusieurs espèces de plantes à fleurs de la famille des Apiacées. Ce nom ne correspond pas à un niveau précis de classification scientifique des espèces. C'est-à-dire qu'il s'agit d'un nom vernaculaire dont le sens est ambigu en biologie car il désigne seulement une partie des différentes espèces de plantes classées dans la famille des Apiacées.

## Espèces appelées «Girouille»

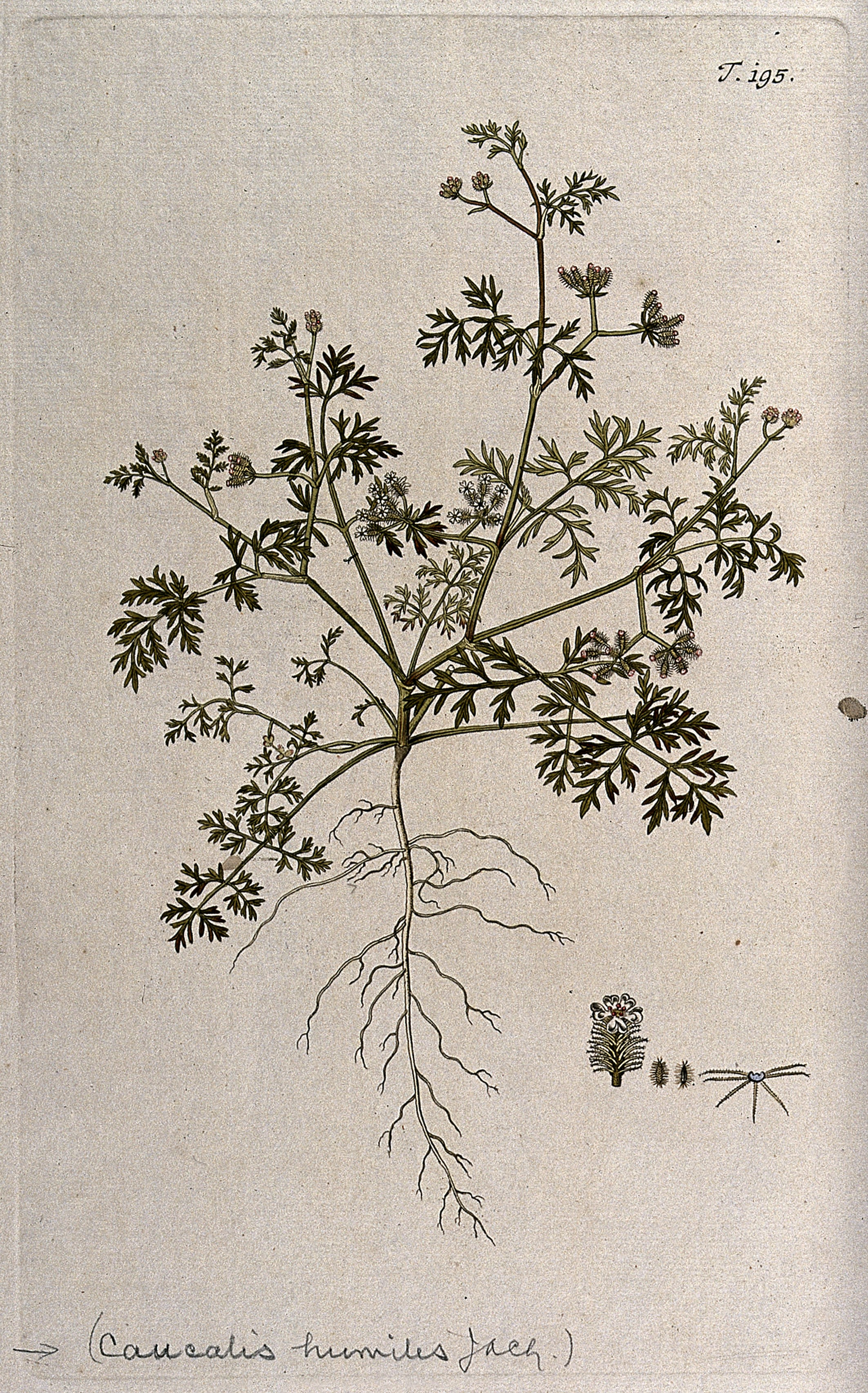
Illustration botanique d'un Caucalis non-identifié.

- Caucalis - la Caucalis, Caucalide ou Girouille[2]
- Daucus carota - la Carotte ou Girouille[3]
- Orlaya grandiflora (=Caucalis grandiflora) - la Girouille[4] ou Girouille à grandes fleurs[5]
- Pseudorlaya pumila - la Fausse-girouille des sables[6],[7] ou Girouille du bord de mer[6]
- Torilis leptophylla (=Caucalis heptophylla) - la Girouille laiteuse[5]
- Turgenia latifolia (=Caucalis latifolia) - la Girouille à feuilles larges[5]

## Description
Description de M. Buchoz, Dictionnaire raisonné universel des plantes, arbres et arbustes de la France, t. 2, Paris (lire en ligne [PDF]), p. 53 :

« La GIROUILLE, l’Hérissonné, le Caucalis, est une plante qui pousse dès sa racine une ou plusieurs tiges vertes, cannelées, rameuses, nouées, ayant à chaque nœud des feuilles vertes, peu velues, découpées profondément comme celles du cerfeuil, attachées par des queues avec lesquelles elles embrassent la tige par leurs bases. Les fleurs naissent en ses sommités, composées chacune de cinq pétales blancs, inégaux, entre lesquels s’élèvent plusieurs étamines. Chaque fleur est soutenue par un calice velu, à cinq pointes, qui se change dans la fuite en un fruit oblong, hérissé de pointes, renfermant dans deux loges des semences oblongues, arrondies d’un côté, aplaties & sillonnées de l'autre, assez semblables à des grains de blé. Sa racine est dure, simple, blanche & ligneuse ; cette plante fleurit en mai & juin. »